# 阿蘭·貝爾塞
阿蘭·貝爾塞（法語：Alain Berset，發音：[alɛ̃ bɛʁsɛ]；1972年4月9日—），瑞士政治人物，屬瑞士社會民主黨，2012年1月1日起進入瑞士聯邦委員會，擔任聯邦内政部部長。2017年、2022年出任瑞士联邦副主席，2018年、2023年出任瑞士联邦主席。貝爾塞在2011年12月當選瑞士聯邦委員會委員之前曾於2003年至2011年擔任代表弗里堡州的瑞士聯邦院議員，並在2008年至2009年任期期間成為該院主席。

## 個人背景
阿蘭·貝爾塞於1972年4月9日在佛立堡出生，雙親分別是教師和書籍售賣員。他曾於納沙泰爾大學研習政治學以及經濟學，並在1996年獲得政治學碩士和於2005年以题为《國際移民在當地工作環境下的角色》（Transformation des systèmes locaux d'emploi et compétitivité des régions: le rôle des migrations internationales）的論文获得經濟學哲學博士。阿蘭·貝爾塞的妻子為米麗埃爾·藏德爾·貝爾塞（Muriel Zeender Berset），他們與三名子女共同居住於佛立堡附近的貝爾福。另一方面，貝爾塞也是若干本書籍以及約30篇文章之作者，其內容涉及經濟發展、移民與地區發展。

## 從政之路
阿蘭·貝爾塞曾經在1996年至2000年擔任納沙泰爾大學地區經濟學院研究員和講師助理，隨後曾於漢堡經濟研究學院工作長達一年。2000年，貝爾塞成功當選弗里堡州制憲會議議員，並在2000年至2004年期間成為議會內瑞士社會民主黨黨團主席。阿蘭·貝爾塞接著亦於2001年至2003年在貝爾福城鎮議會工作，並曾經於2002年任職納沙泰爾州經濟事務部重要顧問。2003年，貝爾塞以瑞士社會民主黨黨員身份當選為瑞士聯邦院弗里堡州選區議員，成為當時聯邦院裏最年輕的議員，而他在2005年12月也擔任議會內瑞士社會民主黨黨團副主席。2007年，獲得連任後的阿蘭·貝爾塞成功當選瑞士聯邦院副主席，並於2008年至2009年間順利成為該院主席。此外，貝爾塞亦是其中一位歐洲安全與合作組織議會成員。
2011年12月14日，阿蘭·貝爾塞在瑞士聯邦院內的245票中以126張支持票成功當選瑞士聯邦委員會委員，接替決定辭職的時任瑞士聯邦委員會委員、瑞士聯邦外交事務部部長兼瑞士社會民主黨黨員米舍利娜·卡爾米-雷伊，後來貝爾塞也接替改任瑞士聯邦外交事務部部長的迪迪埃·伯克哈爾特從而擔任瑞士聯邦内政部部長。
2023年6月21日，阿蘭·貝爾塞宣佈年底不再擔任內政部長。到2023年底，他也结束了长达12年的联邦委员会委员生涯，由贝阿特·扬斯接替。

## 外部連結
- 瑞士聯邦内政部網站內的阿蘭·貝爾塞英語官方履歷
- 阿蘭·貝爾塞在2008年至2009年間擔任瑞士聯邦院主席時的英語官方履歷
- 瑞士聯邦議會網站內的阿蘭·貝爾塞法語官方履歷 （页面存档备份，存于）

## 部分著作
- Main d'oeuvre étrangère et diversité des compétences, Editions Harmattan, Paris 2000
- Transformation des systèmes locaux d'emploi et compétitivité des régions: le rôle des migrations internationales, thesis for doctorate in economics, Editions Universitaires, Neuchâtel 2005
- Circulation of Competencies and Dynamics of Regional Production Systems, International Journal of Multicultural Societies, vol.8, no.1, 2006, pp.61–83, with O. Crevoisier
- Changer d'ère, pour un nouveau contrat gouvernemental, Éditions Favre, Lausanne 2007, with C. Levrat
- Ciel, le Parlement a démantelé mon projet de loi; les aléas de la phase parlementaire, in Fluckiger A., Guy-Ecabert C, Guider les parlements et les gouvernements pour mieux légiférer, Edition Schulthess, Zürich 2007 pp.137–145

| 官衔                          | 官衔                          | 官衔                          |
| ----------------------------- | ----------------------------- | ----------------------------- |
| 前任者： 埃丽卡·福斯特-万尼尼 | 瑞士联邦院主席 2008–2009年    | 繼任者： 埃丽卡·福斯特-万尼尼 |
| 前任者： 米舍利娜·卡尔米-雷伊 | 瑞士聯邦委員會委員 2012年至今 | 現任                          |
| 前任者： 迪迪埃·伯克哈爾特    | 瑞士聯邦內政部部長 2012年至今 | 現任                          |
| 前任者： 多麗絲·洛伊特哈德    | 瑞士聯邦副總統 2017年         | 繼任者： 于利·毛雷爾          |
| 前任者： 多麗絲·洛伊特哈德    | 瑞士聯邦總統 2018年           | 繼任者： 于利·毛雷爾          |
| 前任者： 伊尼亚齐奥·卡西斯    | 瑞士聯邦副總統 2022年         | 繼任者： 薇奥拉·阿姆赫德      |
| 前任者： 伊尼亚齐奥·卡西斯    | 瑞士聯邦總統 2023年           | 繼任者： 薇奥拉·阿姆赫德      |